# Brownlowia stipulata
Brownlowia stipulata är en malvaväxtart som beskrevs av André Joseph Guillaume Henri Kostermans. Brownlowia stipulata ingår i släktet Brownlowia och familjen malvaväxter. Inga underarter finns listade i Catalogue of Life.